# والتر كريغر
والتر كريغر (بالإنجليزية: Walter Krueger)‏ (و. 1881 – 1967 م) هو عسكري، وجندي، وضابط، وضابط عسكري  أمريكي، ولد في Złotów ‏، بدأ مشواره المهني سنة 1898، ويحمل رتبة عسكرية فريق أول، توفي في Valley Forge ‏، عن عمر يناهز 86 عاماً.

## التعليم
تعلم في كلية الحرب البحرية، وتعلم في كلية القيادة والأركان العامة للجيش الأمريكي ‏، وتعلم في الكلية الحربية الأمريكية
.

## الخدمة العسكرية
خدم في القوات البرية للولايات المتحدة.

## جوائز
حصل على جوائز منها:
- وسام الاستحقاق الأمريكي برتبة فيلق
- ميدالية الحملة الآسيوية الباسيفيكية  [لغات أخرى]‏
- ميدالية النصر  [لغات أخرى]‏
- ميدالية الحملات الأمريكية  [لغات أخرى]‏
- ميدالية الخدمة المتميزة  [لغات أخرى]‏
- وسام الاستحقاق
- ميدالية النصر في الحرب العالمية الثانية  [لغات أخرى]‏